# Tony Burton
Anthony "Tony" Burton (Flint, Michigan, Estats Units, 23 de març del 1937 - Califòrnia, 25 de febrer de 2016) va ser un actor conegut pel paper de Tony Duke, l'entrenador d'Apollo Creid en els films de Rocky, Rocky II, Rocky III, Rocky IV, Rocky V i Rocky Balboa, és primer mànager d'Apollo Creed i després de Rocky Balboa, també conegut pel paper de Larry Durkin en The Shining.

## Filmografia
Filmografia:
| Any  | Personatge                              | Pel·lícula   | Notes |
| ---- | --------------------------------------- | ------------ | ----- |
| 1976 | Assalt a la comissaria del districte 13 | Wells        |       |
| 1976 | Rocky                                   | Tony Duke    |       |
| 1978 | Blackjack                               | Charles      |       |
| 1979 | Rocky II                                | Tony Duke    |       |
| 1980 | The Shining                             | Larry Durkin |       |
| 1980 | The Hunter                              |              |       |
| 1982 | Rocky III                               | Tony Duke    |       |
| 1985 | Rocky IV                                | Tony Duke    |       |
| 1986 | Armats i perillosos                     | Cappy        |       |
| 1990 | Rocky V                                 | Tony Duke    |       |
| 2006 | Rocky Balboa                            | Tony Duke    |       |